# Gabiano (vino)
Il Gabiano è un vino DOC la cui produzione è consentita nella provincia di Alessandria.

## Caratteristiche organolettiche
- colore: dal rosso rubino intenso al rosso granato con l'invecchiamento.
- odore: vinoso e con profumo caratteristico dopo l'invecchiamento.
- sapore: asciutto, armonico e di giusto corpo.

## Storia
La zona di produzione del vino Gabiano comprende alcune tra le colline più a nord del Monferrato che dominano il corso del fiume Po e le risaie del Vercellese ( è una della più belle zone al mondo di vigneti e risaie praticamente appaiate) e sullo sfondo appare lo splendido scenario del Monte Rosa. 
Tutto ciò non è solo bellezza ma anche il rapporto che lega questi vitigni al microclima ed alle caratteristiche minerali del suolo sul quale sono coltivati determinando il carattere e la singolarità del vino che viene prodotto.
In questa zona suggestiva sul finire del secondo secolo avanti Cristo giunsero I Romani che trovarono nuclei di popolazioni di origine ligure ove ora sono le frazioni del comune di Gabiano. Le desinenze tipiche della parlata ligure caratterizzano molti lunghi di questa parte del Monferrato.  In un interessante studio di storia locale (Michele Brusasca "Statuti di Gabiano " 1955) si apprende che il nome Gabiano deriva da un antico gentilizio romano "Gavius ". In questa regione collinare monferrina gli abitanti ebbero la cittadinanza romana nel 49 a.c. , si stabilirono genti di origine germanica durante il secolo quinto d.c.. Nelle voci correnti del dialetto locale si possono cogliere le forme originarie della parlata germanica antica. Ai Goti nella seconda metà del sesto secolo d.c.vennero ad aggiungersi I Longobardi da cui nomi di località e di persone con desinenza engo e ango. A Gabiano i nuclei abitati assunsero i nomi di Varengo, Zoalengo e Mincengo. Due secoli dopo l'invasione longobarda la stessa zona collinare venne occupata da altre genti germaniche al seguito di Carlo Magno come i Franchi. Secondo fonti dell 'archivio del comune di Gabiano fin dal 950 d.c. in questa zona venivano coltivati vigneti di Barbera, Freisa e Grignolino. A differenza delle zone più a sud del Monferrato queste colline hanno una notevole escursione termica, pertanto in estate le serate sono più fresche in quanto alimentate da una brezza che arriva da Nord e tutto ciò rende i vini più leggeri, freschi e profumati con un colore più tenue. La vecchia tradizione contadina durante le annate migliori usava tagliare il Barbera con il Freisa e il Grignolino al fine di dare una maggiore struttura, più tannini e più profumi.
Da questi tradizionali insegnamenti negli anni '60 il Senatore monferrino Paolo Desana, padre della legge delle doc vinicole italiane istituita nel 1963, propose e fece approvare il Gabiano ed il Rubino di Cantavenna, due tra le più piccole e prestigiose DOC.
Fonte: documentazione del Centro Doc presso il castello Paleologo di Casale Monferrato

## Produzione
Provincia, stagione, volume in ettolitri
- Alessandria  (1990/91)  275,94
- Alessandria  (1991/92)  226,85
- Alessandria  (1992/93)  268,8
- Alessandria  (1993/94)  279,08
- Alessandria  (1994/95)  131,5
- Alessandria  (1995/96)  124,6
- Alessandria  (1996/97)  207,2